# Astérix en Lusitanie
Astérix en Lusitanie est le quarante-et-unième album de la série de bandes dessinées Astérix. Il est scénarisé par Fabcaro et dessiné par Didier Conrad, et sera publié le 23 octobre 2025,,.

## Personnages principaux
Un personnage aperçu dans le Le Domaine des dieux sera un des protagonistes principaux de cette aventure.

## Analyse
Didier Conrad a pu modéliser les Lusitaniens d'après le travail d'Uderzo dans Le Domaine des dieux et dans Astérix et la Transitalique et a utilisé les costumes traditionnels portugais afin de dessiner les vêtements féminins.
La couverture provisoire de l'album, révélée en mars 2025, montre les trois personnages principaux sur une calçada portuguesa représentant deux morues.